# Елисей (Фомкин)
Епи́скоп Елисе́й (в миру Александр Евгеньевич Фомкин; 8 мая 1963, Волгоград) — епископ Русской православной церкви, епископ Урюпинский и Новоаннинский.
Тезоименитство — 14 (27) июня, в день памяти пророка Елисея.

## Биография
В 1992 году окончил Волгоградское Духовное училище.
2 августа 1992 года в соборе Казанской иконы Божией Матери Архиепископом Волгоградским и Камышинским Германом (Тимофеевым) был рукоположён в сан диакона.
9 августа 1992 года там же Архиепископ Герман рукоположил его в сан иерея.
19 апреля 1995 года пострижен в монашество с наречением имени Елисей.
17 июня 1996 года назначен настоятелем прихода святого праведного Иоанна Кронштадтского.
27 августа 1996 года назначен наместником Каменно-Бродского монастыря.
К празднику Святой Пасхи 11 апреля 1999 года награждён наперсным крестом.
В 2001 году окончил Санкт-Петербургскую духовную семинарию.
11 мая 2004 года награждён саном игумена.

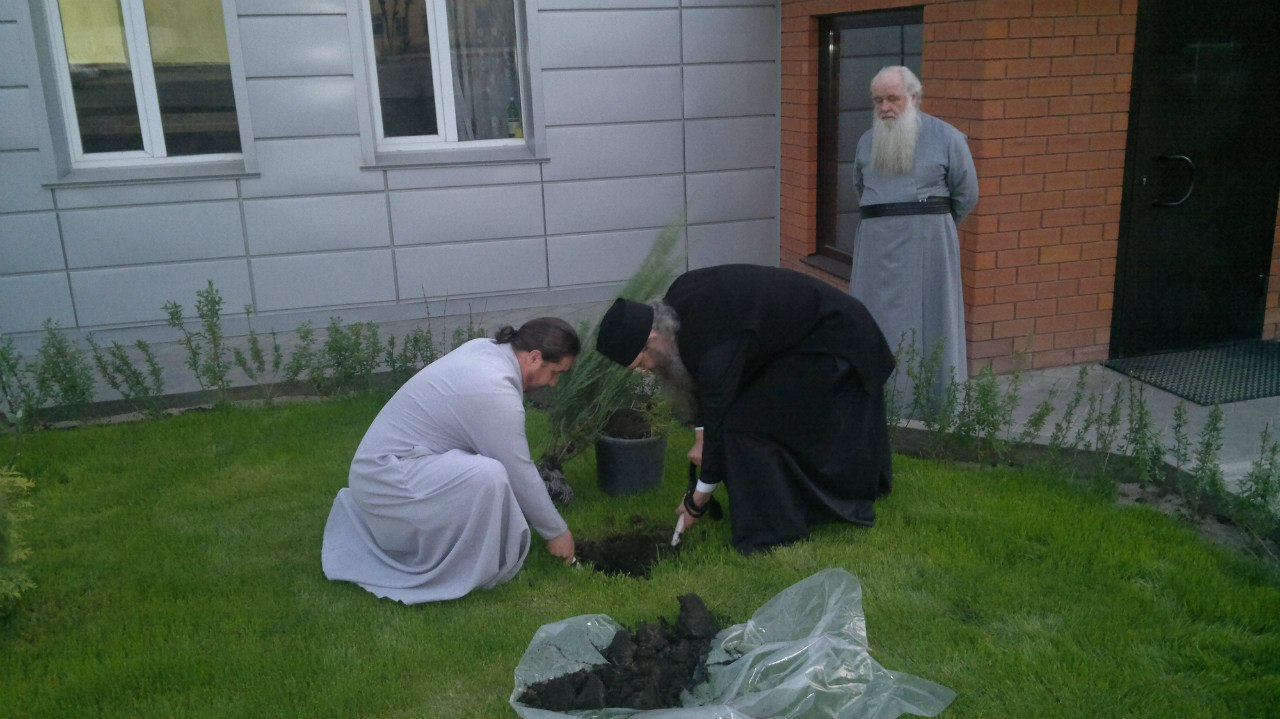
Митрополит Герман, епископ Елисей и иеромонах Василиск во время посадки деревьев.

В 2005 году окончил духовную академию, защитил диссертацию на тему «Монастыри Волгоградской епархии: история и современное положение», за что присуждена учёная степень кандидата богословия.
3 апреля 2006 года награждён орденом святого преподобного Серафима Саровского III-й степени.
13 мая 2009 года награждён палицею.
В январе 2009 года участвовал в составе делегации от Волгоградской епархии в Поместном Соборе Русской православной церкви.
В ноябре 2009 года участвовал в Празднике-встрече «Прииди и виждь» в Санкт-Петербурге, посвящённой 100-летию со дня блаженной кончины и 180-летия со дня рождения Святого Праведного Иоанна Кронштадтского.
5 октября 2011 назначен настоятелем (игуменом) Свято-Троицкого Белогорского мужского монастыря села Каменный Брод Ольховского района Волгоградской области.

### Архиерейство
Решением Священного синода от 15 марта 2012 года избран епископом Урюпинским и Новоаннинским.
18 марта 2012 года в кафедральном соборном Храме Христа Спасителя возведён в сан архимандрита Патриархом Московским и Всея Руси Кириллом.
29 марта 2012 года в крестовом храме Владимирской иконы Божией матери Патриаршей резиденции в Чистом переулке наречён во епископа Урюпинского и Нованнинского.
31 марта 2012 года в храме Тихвинской иконы Божией Матери в Алексеевском в Москве хиротонисан во епископа Урюпинского и Новоаннинского. Хиротонию совершали Патриарх Московский и всея Руси Кирилл, митрополит Саранский и Мордовский Варсонофий (Судаков), митрополит Волгоградский и Камышинский Герман (Тимофеев), епископ Солнечногорский Сергий (Чашин), руководитель Административного секретариата Московской Патриархии; епископ Подольский Тихон (Зайцев), епископ Воскресенский Савва (Михеев).
С 11 по 25 июня 2012 года в Общецерковной аспирантуре и докторантуре проходил курсы повышения квалификации для новопоставленных архиереев.

## Награды
- орден прп. Серафима Саровского III степени (2006).

## Труды
- «Монастыри Волгоградской епархии»
- «История Свято-Духова монастыря»
- «История Усть-Медведицкого Преображенского монастыря» — Волгоград : ПринтТерра-Дизайн, 2014. — 58с., ил. (тираж 6000 экз.)